# The Refrescos
Ne pas confondre avec Refresco, entreprise néerlandaise.
The Refrescos est un groupe de ska espagnol, originaire de Madrid.

## Biographie
Le groupe est formé en 1984 par Bernardo Vázquez (Vigo, 1963). Il est surtout connu du grand public pour leur chanson à succès Aquí no hay playa, dans laquelle ils critiquent sur un ton humoristique leur ville d'origine, vantant ses possibles avantages, et terminant invariablement par un « pero al llegar agosto, ¡aquí no hay playa! » (« mais quand arrive le mois d'août, ici il n'y a pas de plage !) ». La chanson se classe 183e meilleure chanson du pop rock espagnol par le magazine Rolling Stone Espana.

## Discographie
- 1989 : The Refrescos (Polygram)
- 1990 : Kings of Chunda Chunda (Polydor)
- 1991 : Simpatía por el débil (Polydor)
- 1996 : ¿A qué piso va? (Magna Music)
- 2009 : Alegría social (The Gambas) (Maldito Records)
- 2014 : Sal y sol (Rock CD Records)